# Das Handtuch mit dem Hahn
Das Handtuch mit dem Hahn (russisch Полотенце с петухом, Polotenze s petuchom) ist eine Kurzgeschichte des sowjetischen Schriftstellers Michail Bulgakow, die 1925 entstand und 1926 in den Heften 33 und 34 der Moskauer Zeitschrift Medizinski rabotnik erschien. Der Autor übernahm die Geschichte in seine Sammlung Aufzeichnungen eines jungen Arztes.

## Inhalt
Der Ich-Erzähler, ein 23-jähriger Doktor, hat nach fünfjährigem Medizinstudium die Universität absolviert und tritt Mitte September 1917 im Krankenhaus Murjewo, vierzig Werst von der Kreisstadt Gratschowka entfernt, den Dienst an. Vor ihm hatte ein gewisser Chirurg Leopold routiniert-erfolgreich operiert. Zu Ehren des Neulings wird ein Hahn geschlachtet. Der Doktor muss ihn verzehren.
Der Neue fürchtet sich vor dem ersten chirurgischen Eingriff. Er hat Glück. Es kommt kein Patient, denn in den Dörfern der Umgebung wird Flachs gebrochen.
Die erste Patientin – ein bezaubernd schönes junges Bauernmädchen – wird von ihrem Vater, einem Witwer, gebracht. Sie ist mit den Beinen in die Flachsbreche gekommen. Das linke Bein – zerquetscht und zerschmettert – kann nur noch amputiert werden. Der Doktor will sich glauben machen: Bei einer Zerfetzten bin ich machtlos. Die Hebamme Anna Nikolajewna, zum vierköpfigen Operationsteam gehörend, rät von der Amputation ab. Ihrer Ansicht nach ist das Mädchen nicht mehr zu retten. Denn auf dem Transport über zehn Werst war das Blut aus den Beinen des Mädchens geströmt. Der Doktor operiert. Nur einmal hatte er während des Studiums eine Amputation gesehen. Der Feldscher Demjan Lukitsch – ebenfalls Gehilfe des Doktors – wirft das, was einmal Mädchenbein gewesen war, beiseite.
Die Patientin überlebt. Anna Nikolajewna vermutet, der Doktor habe Amputationspraxis und bekräftigt, er habe so gut gearbeitet wie Leopold.
Ein knappes Vierteljahr später kommt das Mädchen einbeinig auf Krücken angehumpelt. Der Doktor schreibt ihr eine Adresse auf. Dort wird man ihr eine Beinprothese fertigen. Das Mädchen schenkt dem Doktor ein weißes Handtuch, bestickt mit einem roten Hahn.
Jahrelang hat der Erzähler das Handtuch in Murjewo benutzt und dann mitgenommen. Schließlich war es dem Zerbröseln nahe – ebenso wie die Reminiszenzen verblassen.

## Deutschsprachige Ausgaben
Verwendete Ausgabe:
- Das Handtuch mit dem Hahn. Aus dem Russischen von Thomas Reschke. S. 7–22 in Ralf Schröder (Hrsg.): Bulgakow. Die rote Krone. Autobiographische Erzählungen und Tagebücher. Volk & Welt, Berlin 1993, ISBN 3-353-00944-2 (= Bd. 5: Gesammelte Werke (13 Bde.))